# Gold Tailed Bird
Gold Tailed Bird — студійний альбом американського блюзового музиканта Джиммі Роджерса, що вийшов 1972 року на лейблі Shelter.

## Опис
Цей альбом вийшов у 1973 році на лейблі Леона Расселла Shelter, і спроба Джиммі Роджерса привернути нову, молодшу аудиторію стала менш успішною, аніж його записи на лейблі Chess. Альбом став першим студійним альбомом Роджерса (у 1970 році на Chess вийшла лише збірка його пісень Chicago Bound), який залишив музику наприкінці 1950-х. 
Записаний під час двох сесій, перша половина 28 січня 1972 року в Дісні, Оклахома, а друга половина у лютому 1972 року в Чикаго. Роджерс грає разом з гітаристами Фредді Кінгом (який у цей період також записувався на Shelter як соліст) і Луї Маєрсом, піаністом Бобом Ріді, басистом Дейвом Маєрсом, ударником Фредом Білоу та ін. Роджерс тут перезаписав старі пісні 1950-х, такі як «That's All Right», «You're the One» та «Act Like You Love Me».

## Список композицій
1. «You're the One» (Джиммі Роджерс) — 3:50
2. «That's All Right» (Джиммі Роджерс) — 3:05
3. «Brown Skinned Woman» (Джиммі Роджерс) — 3:28
4. «Live at Ma Bee's» (Джиммі Роджерс) — 3:32
5. «Pretty Baby» (Джиммі Роджерс) — 3:17
6. «You're Sweet» (Джиммі Роджерс) — 3:22
7. «Broken Hearted Blues» (Джиммі Роджерс) — 3:42
8. «Lonesome Blues» (Джиммі Роджерс) — 3:49
9. «Information Please» (Дон Річмонд) — 3:09
10. «Act Like You Love Me» (Джиммі Роджерс) — 3:22
11. «Gold Tailed Bird» (Джиммі Роджерс) — 3:55
12. «Bad Luck Blues» (Дон Річмонд) — 2:52

## Учасники запису
- Джиммі Роджерс — гітара, вокал
- Білл Лапкін — губна гармоніка (1—6)
- Фредді Кінг, Луї Маєрс, Джим Кар (1—6) — гітара
- Боб Ріді — фортепіано
- Дейв Маєрс — бас-гітара
- Фред Білоу — ударні

Технічний персонал
- Джиммі Роджерс (1—6), Фредді Кінг (1—6), Дж. Дж. Кейл (7—12) — продюсер
- Джон ЛеМей, Стю Блек — інженер
- Джим Браунелл — артдиректор, фотографія
- Річард Гармінаро — дизайн, ілюстрація